# Río Meliquina
Río Meliquina är ett vattendrag i Argentina.   Det ligger i provinsen Neuquén, i den sydvästra delen av landet, 1 300 km sydväst om huvudstaden Buenos Aires.
Trakten runt Río Meliquina består i huvudsak av gräsmarker. Runt Río Meliquina är det mycket glesbefolkat, med 6 invånare per kvadratkilometer.